# Nhà báo
Nhà báo (tiếng Anh: Journalist) là một cá nhân sưu tầm/thu thập thông tin dưới dạng văn bản, âm thanh hoặc hình ảnh, xử lý chúng thành một hình thức đáng tin cậy và phổ biến nó ra công chúng. Hành động hoặc quá trình mà chủ yếu do nhà báo thực hiện được gọi là báo chí.

## Vai trò
Nhà báo có thể là nhân viên phát sóng, báo in, quảng cáo và quan hệ công chúng, tùy thuộc vào hình thức báo chí; thuật ngữ nhà báo cũng có thể bao hàm nhiều loại cá nhân khác nhau tùy theo vai trò của họ trong quá trình thu thập tin tức. Tức là khái niệm này bao gồm các phóng viên, phóng viên hiện trường, nhà báo công dân, biên tập viên, cây viết kiêm biên tập, cây viết cột báo và nhà báo hình ảnh, chẳng hạn như phóng viên ảnh (nhà báo sử dụng phương tiện nhiếp ảnh).
Phóng viên là loại nhà báo nghiên cứu, viết lách và đưa tin để trình bày bằng cách sử dụng các nguồn. Công việc này có thể đòi hỏi phải thực hiện phỏng vấn, thu thập thông tin và/hoặc viết bài. Phóng viên có thể phân chia thời gian của họ giữa làm việc tại tòa soạn hoặc tại gia và ra ngoài để chứng kiến các sự kiện hoặc phỏng vấn mọi người. Phóng viên có thể được chỉ định một chuyên ngành hoặc khu vực đưa tin cụ thể.

Matthew C. Nisbet (cây viết truyền thông khoa học) đã định nghĩa "nhà báo tri thức" là một trí thức công chúng (ví dụ như Walter Lippmann, Fareed Zakaria, Naomi Klein, Michael Pollan và Andrew Revkin) coi vai trò của họ là nghiên cứu những vấn đề phức tạp về thực tế hoặc khoa học mà hầu hết những người bình thường không có thời gian hoặc khả năng tiếp cận thông tin để tự nghiên cứu, rồi truyền đạt một phiên bản chính xác và dễ hiểu cho công chúng với tư cách giáo viên và cố vấn chính sách.
Trong những cuốn sách nổi tiếng nhất của mình, Public Opinion (1922) và The Phantom Public (1925), Lippmann lập luận rằng hầu hết những cá nhân thiếu năng lực, thời gian và động lực để theo dõi và phân tích tin tức về nhiều vấn đề chính sách phức tạp đang gây rắc rối cho xã hội. Họ cũng không thường trực tiếp trải qua hầu hết các vấn đề xã hội, hay tiếp cận trực tiếp với những hiểu biết sâu sắc của chuyên gia. Những hạn chế này đã trở nên tệ hơn bởi một phương tiện truyền thông tin tức có xu hướng đơn giản hóa quá mức các vấn đề và củng cố khuôn mẫu, quan điểm đảng phái và định kiến. Do đó, Lippmann tin rằng công chúng cần những nhà báo như anh, những người có thể làm nhà phân tích chuyên gia, hướng dẫn "công dân hiểu điều thật sự quan trọng thấu đáo hơn".
Năm 2018, Sổ tay triển vọng nghề nghiệp của Bộ Lao động Hoa Kỳ đã báo cáo rằng việc làm cho hạng mục "phóng viên, phóng viên hiện trường và nhà phân tích tin tức phát sóng" sẽ giảm 9% từ năm 2016 đến năm 2026.

## Nhà báo ngày nay
Một mẫu thăm dò trên toàn thế giới gồm 27.500 nhà báo ở 67 quốc gia (2012-2016) đã cho ra hồ sơ như sau:
57% nam giới;
tuổi trung bình: 38
số năm kinh nghiệm trung bình: 13
bằng đại học: 56%; bằng cao học: 29%
61% chuyên ngành báo chí/truyền thông tại trường đại học
62% được xác định là nhà báo đưa tin tổng quát và 23% là nhà báo đưa các tin tức nóng
47% là thành viên của một hiệp hội nghề nghiệp
80% làm việc toàn thời gian
50% làm việc trên báo in, 23% trên truyền hình, 17% trên đài phát thanh và 16% trực tuyến.

## Tự do báo chí
Các nhà báo đôi khi tự đặt họ vào nguy hiểm, đặc biệt khi đưa tin ở những khu vực có xung đột vũ trang hoặc ở những quốc gia không tôn trọng quyền tự do báo chí. Những tổ chức như Ủy ban bảo vệ các nhà báo và Phóng viên không biên giới xuất bản báo cáo về tự do báo chí và vận động tự do báo chí. Tính đến tháng 11 năm 2011, Ủy ban bảo vệ các nhà báo báo cáo rằng 887 nhà báo đã thiệt mạng trên toàn thế giới kể từ năm 1992 do bị sát hại (71%), bắn chéo hoặc chiến đấu (17%) hoặc thực hiện nhiệm vụ nguy hiểm (11%). "10 quốc gia nguy hiểm nhất" với nghề nhà báo kể từ năm 1992 là Iraq (230 người chết), Philippines (109), Nga (77), Colombia (76), Mexico (69), Algeria (61), Pakistan (59), Ấn Độ (49), Somalia (45), Brazil (31) và Sri Lanka (30).
Ủy ban bảo vệ các nhà báo còn báo cáo rằng kể từ ngày 1 tháng 12 năm 2010, 145 nhà báo đã bị cầm tù trên toàn thế giới vì các hoạt động báo chí. Con số hiện tại thậm chí còn cao hơn. 10 quốc gia có số nhà báo đang bị cầm tù nhiều nhất là Thổ Nhĩ Kỳ (95), Trung Quốc (34), Iran (34), Eritrea (17), Myanmar (13), Uzbekistan (6), Việt Nam (5), Cuba (4), Ethiopia (4) và Sudan (3).
Ngoài tổn thương thể chất, các nhà báo còn bị tổn thương tâm lý. Điều này đặc biệt áp dụng cho phóng viên chiến trường, nhưng tòa soạn của họ ở quê nhà thường không biết cách đối phó thích hợp với các phóng viên đưa mình vào nguy hiểm. Do đó, một cách hỗ trợ tâm lý có hệ thống và bền vững dành cho các nhà báo bị tổn thương là rất cần thiết. Tuy nhiên, cho đến nay chỉ có số ít các chương trình hỗ trợ nhỏ và rời rạc.

## Nhà báo và quan hệ nguồn tin
Mối quan hệ giữa một nhà báo chuyên nghiệp và một nguồn tin có thể khá phức tạp, và một nguồn tin đôi khi có thể tác động đến một bài báo do nhà báo viết. Bài báo 'A Compromised Fourth Estate' sử dụng phép ẩn dụ của Herbert Gans để nắm bắt mối quan hệ của họ. Anh sử dụng một phép ẩn dụ khiêu vũ "The Tango" để minh họa bản chất hợp tác trong những tương tác của họ như "Phải có hai người để nhảy tango". Herbert gợi ý rằng nguồn tin thường dẫn dắt, nhưng các nhà báo thường phản đối quan điểm này vì hai lý do:
1. Nó báo hiệu ưu thế của nguồn tin trong tin tức.
2. Nó xúc phạm đến văn hóa nghề nghiệp của nhà báo, vốn đề cao tính độc lập và quyền tự chủ của tòa soạn.

Mối quan hệ với các nguồn tin quá gần gũi có khả năng tác động đến tính liêm khiết của nhà báo và có nguy cơ trở thành thông đồng. Các nhà báo thường ủng hộ một mô hình xung đột lý trí hơn, dựa trên giả định quan trọng rằng nếu truyền thông hoạt động như những cơ quan quyền lực giám sát các lợi ích kinh tế và chính trị, nhà báo phải hình thành tính độc lập trong nguồn tin của họ hoặc có nguy cơ cơ quan chính trị thứ 4 bị điều khiển bởi cơ quan chính trị thứ 5 là quan hệ công chúng.

## Năm tệ nhất được ghi nhận đối với nhà báo

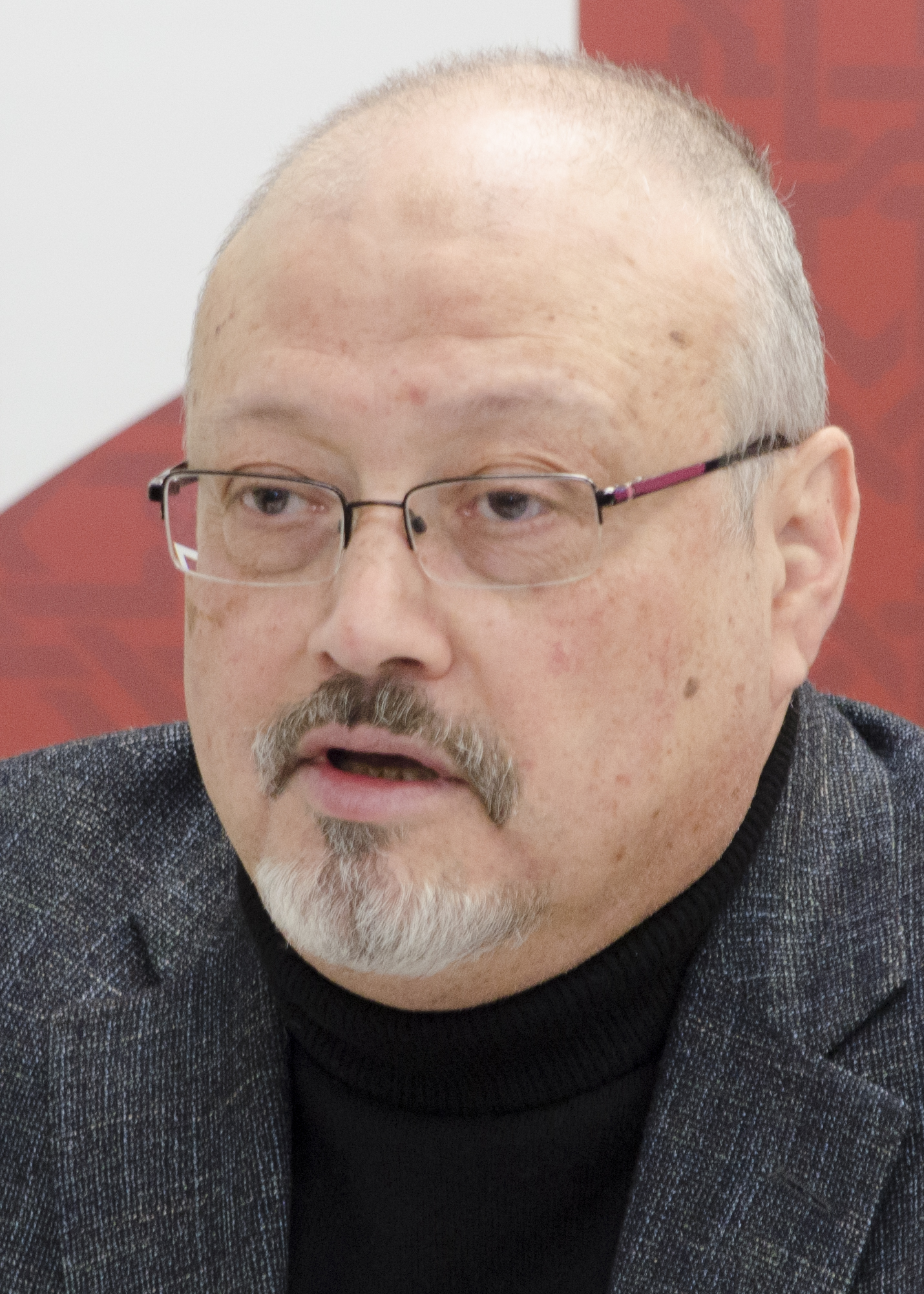
Nhà báo Jamal Khashoggi bị sát hại bên trong lãnh sự quán của Ả Rập Saudi ở Istanbul vào ngày 2 tháng 10 năm 2018

Theo báo cáo thường niên của tổ chức Phóng viên không biên giới, năm 2018 là năm tồi tệ nhất được ghi nhận về bạo lực và lạm dụng gây chết người đối với các nhà báo; số vụ sát hại như vậy đã tăng 15% kể từ năm 2017, với 80 người thiệt mạng trong lúc tác nghiệp, 348 người bị cầm tù và 60 người bị bắt làm con tin.
Yaser Murtaja bị một tay súng bắn tỉa của quân đội Israel bắn chết. Rubén Pat bị bắn chết bên ngoài một quán bar trên bãi biển ở Mexico. Mexico được tổ chức Phóng viên không biên giới miêu tả là "một trong những quốc gia nguy hiểm nhất thế giới đối với giới truyền thông"; 90% những cuộc tấn công các nhà báo trong nước được cho là chưa được xử lý. Nhà báo người Bulgaria Viktoria Marinova bị đánh đập, hãm hiếp và bóp cổ. Nhà bất đồng chính kiến người Ả Rập Saudi Jamal Khashoggi bị sát hại bên trong lãnh sự quán Ả Rập Saudi ở Istanbul.

## Thư viện ảnh

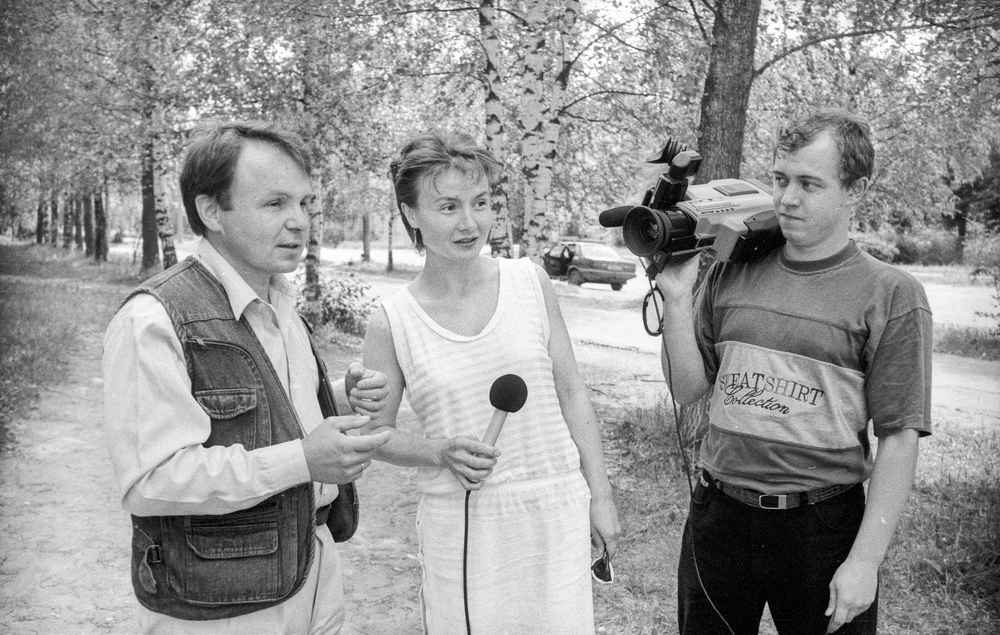
Một đạo diễn chương trình giao nhiệm vụ cho nhà báo truyền hình vào năm 1998.
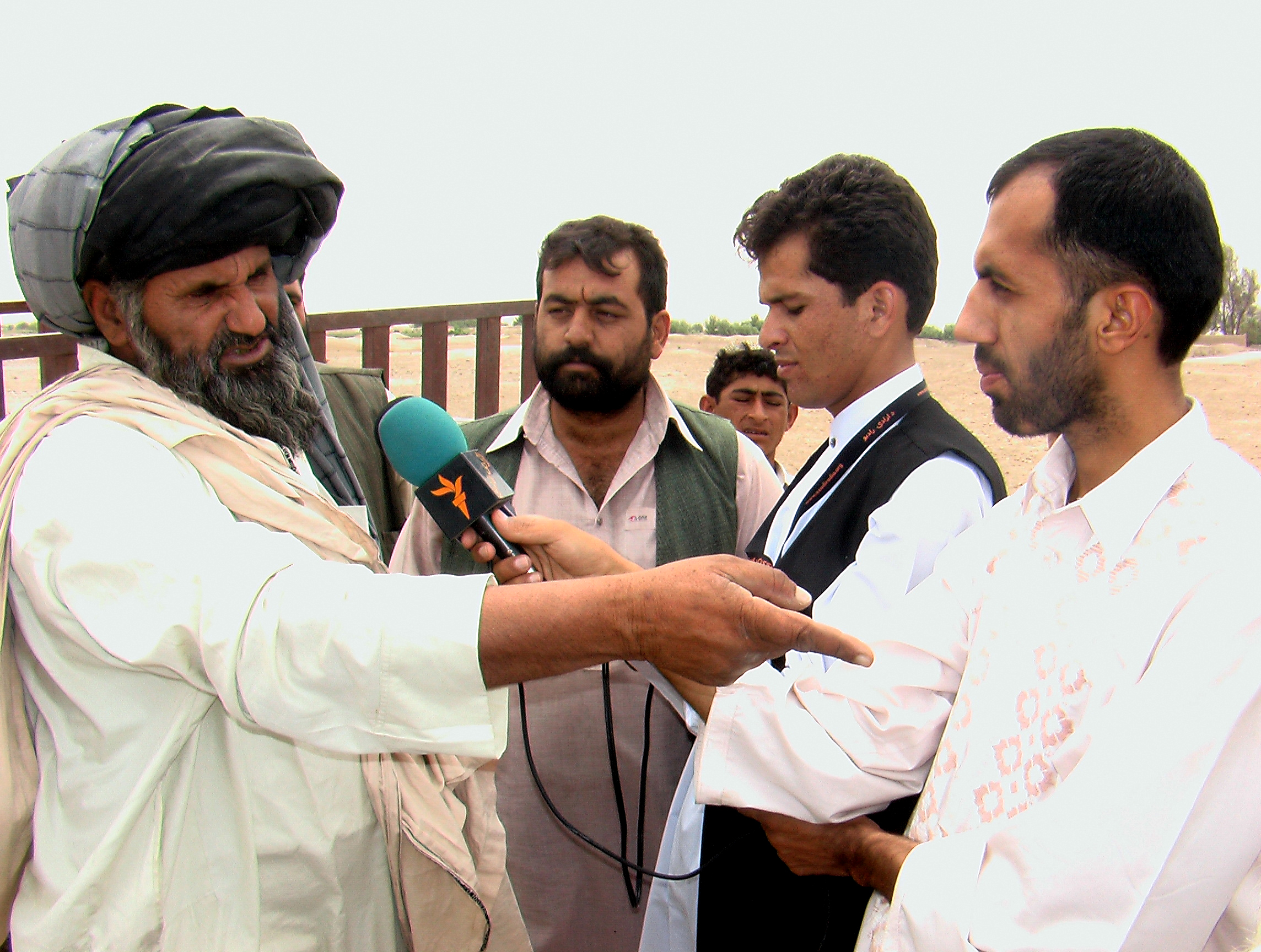
Một phóng viên phỏng vấn một người tại Helmand, Afghanistan vào năm 2009.
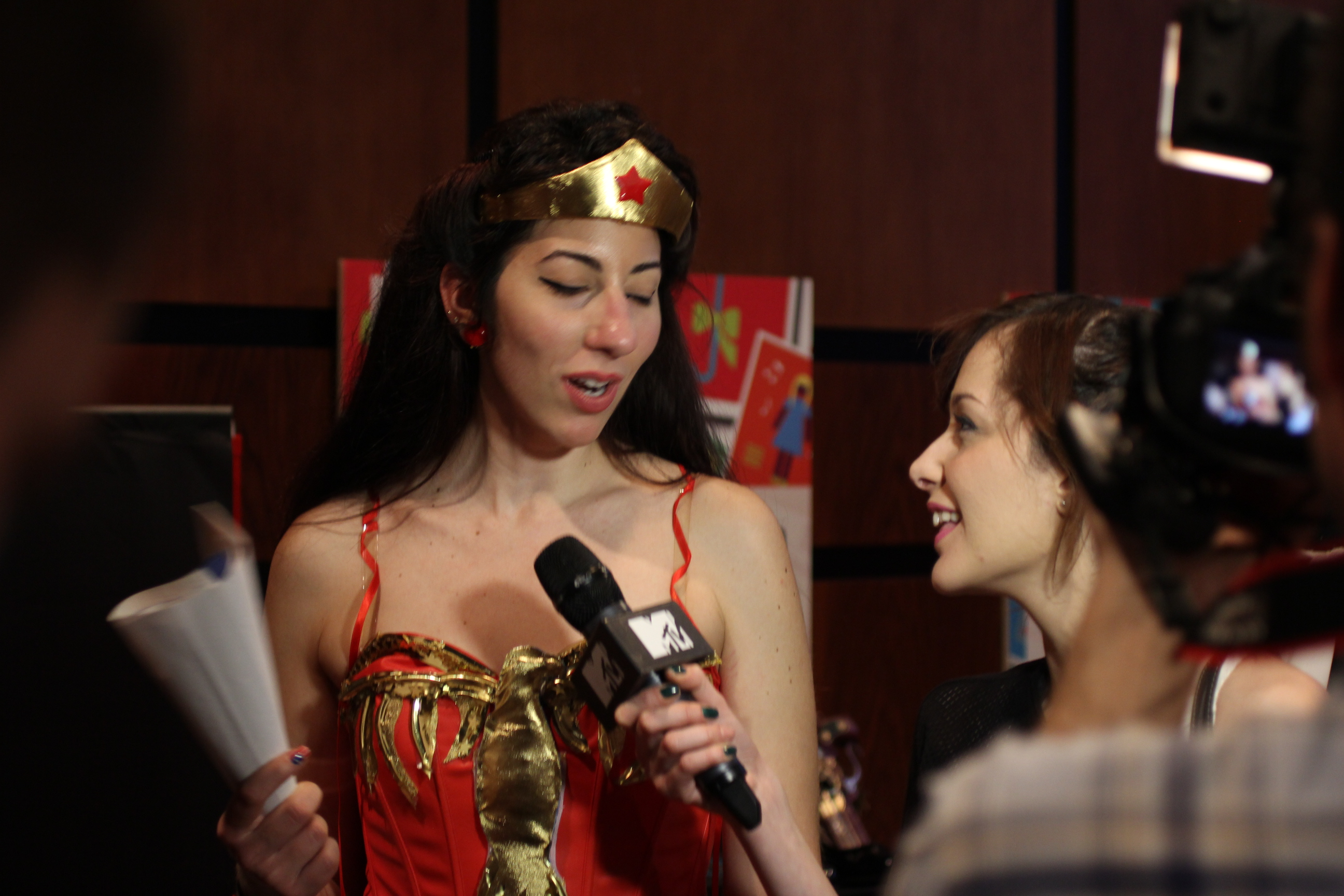
Nhà báo phỏng vấn một nhân vật cosplay năm 2012.
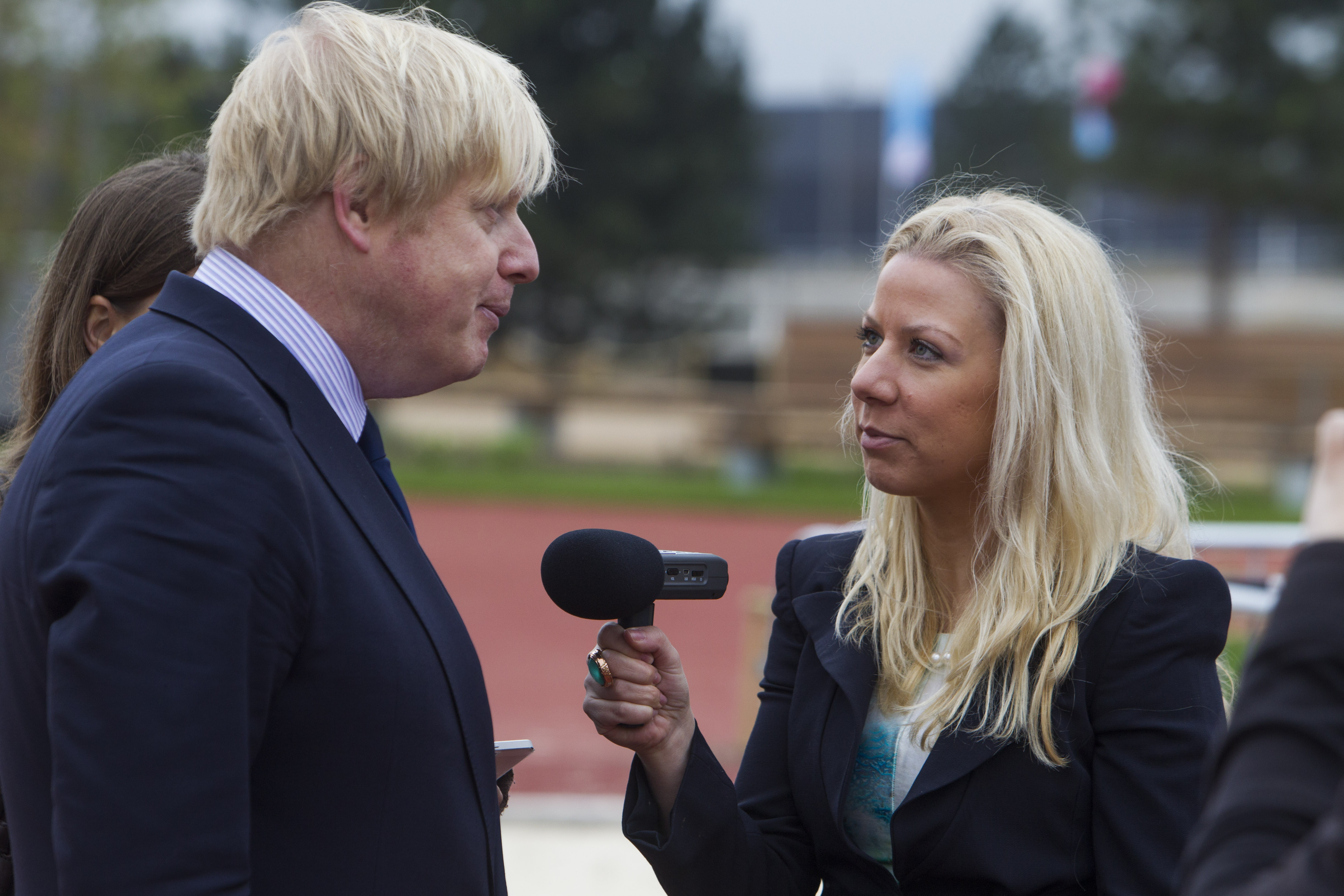
Một phóng viên phỏng vấn Boris Johnson khi ông làm Thị trưởng Luân Đôn năm 2014
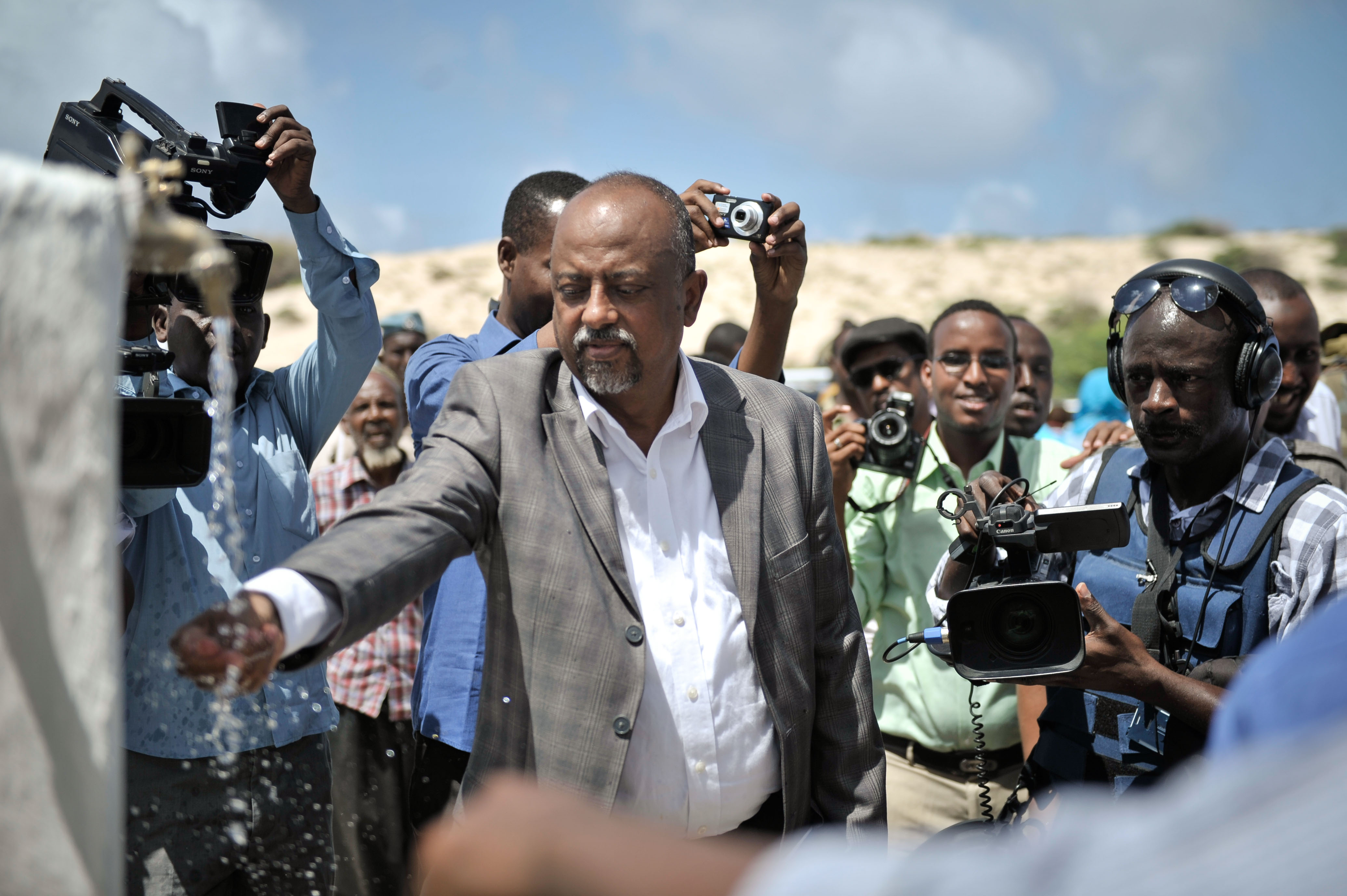
Quan chức nếm nước giếng mới trước mặt các nhà báo tại Mogadishu, Somalia vào năm 2014.
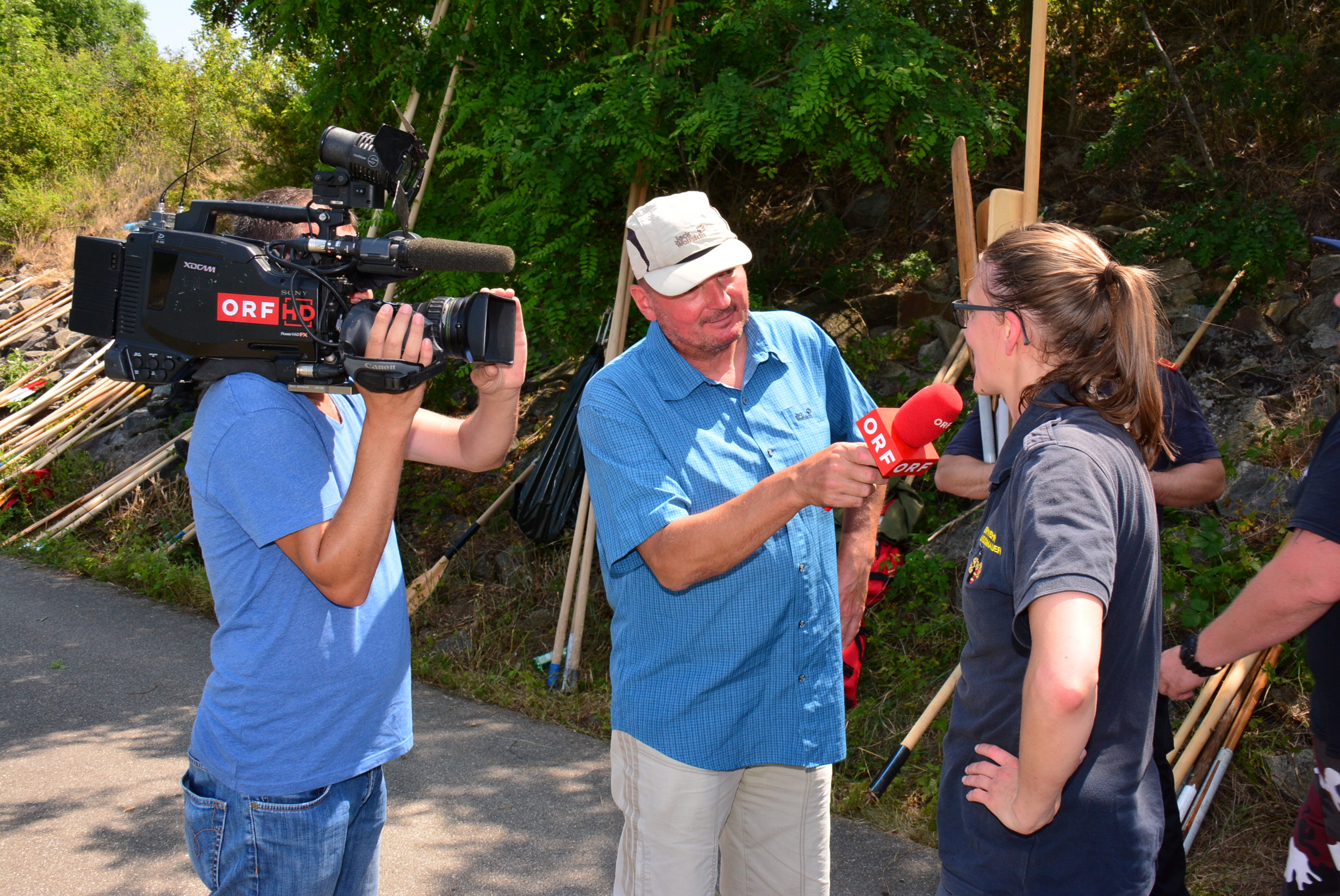
Người ghi hình và nhà báo phỏng vấn một người ở Áo